# (4348) Poulydamas
(4348) Poulydamas (1988 RU) – planetoida z grupy trojańczyków okrążająca Słońce w ciągu 12 lat i 14 dni w średniej odległości 5,25 j.a. Została odkryta 11 września 1988 roku.